# 1990年
1990年（1990 ねん）は、西暦（グレゴリオ暦）による、月曜日から始まる平年。平成2年。
この年にドイツ再統一が行われたため、世界史の大きな転換点となった。なお、この項目では、国際的な視点に基づいた1990年について記載する。

## 他の紀年法
- 干支：庚午（かのえ うま）
- 日本（月日は一致）
  - 平成2年
  - 皇紀2650年
- 大韓民国（月日は一致）
  - 檀紀4323年
- 中華民国（月日は一致）
  - 中華民国79年
- 朝鮮民主主義人民共和国（月日は一致）
  - 主体79年
- 仏滅紀元：2532年 - 2533年
- イスラム暦：1410年6月3日 - 1411年6月13日
- ユダヤ暦：5750年4月4日 - 5751年4月14日
- UNIX時間：631152000 - 662687999
- 修正ユリウス日 (MJD)：47892 - 48256
- リリウス日 (LD)：148733 - 149097

※ 主体暦は、朝鮮民主主義人民共和国で1997年に制定された。

## カレンダー
| 1月 |    |    |    |    |    |    |
| 日  | 月 | 火 | 水 | 木 | 金 | 土 |
|     | 1  | 2  | 3  | 4  | 5  | 6  |
| 7   | 8  | 9  | 10 | 11 | 12 | 13 |
| 14  | 15 | 16 | 17 | 18 | 19 | 20 |
| 21  | 22 | 23 | 24 | 25 | 26 | 27 |
| 28  | 29 | 30 | 31 |    |    |    |
|     |    |    |    |    |    |    |

| 2月 |    |    |    |    |    |    |
| 日  | 月 | 火 | 水 | 木 | 金 | 土 |
|     |    |    |    | 1  | 2  | 3  |
| 4   | 5  | 6  | 7  | 8  | 9  | 10 |
| 11  | 12 | 13 | 14 | 15 | 16 | 17 |
| 18  | 19 | 20 | 21 | 22 | 23 | 24 |
| 25  | 26 | 27 | 28 |    |    |    |
|     |    |    |    |    |    |    |

| 3月 |    |    |    |    |    |    |
| 日  | 月 | 火 | 水 | 木 | 金 | 土 |
|     |    |    |    | 1  | 2  | 3  |
| 4   | 5  | 6  | 7  | 8  | 9  | 10 |
| 11  | 12 | 13 | 14 | 15 | 16 | 17 |
| 18  | 19 | 20 | 21 | 22 | 23 | 24 |
| 25  | 26 | 27 | 28 | 29 | 30 | 31 |
|     |    |    |    |    |    |    |

| 4月 |    |    |    |    |    |    |
| 日  | 月 | 火 | 水 | 木 | 金 | 土 |
| 1   | 2  | 3  | 4  | 5  | 6  | 7  |
| 8   | 9  | 10 | 11 | 12 | 13 | 14 |
| 15  | 16 | 17 | 18 | 19 | 20 | 21 |
| 22  | 23 | 24 | 25 | 26 | 27 | 28 |
| 29  | 30 |    |    |    |    |    |
|     |    |    |    |    |    |    |

| 5月 |    |    |    |    |    |    |
| 日  | 月 | 火 | 水 | 木 | 金 | 土 |
|     |    | 1  | 2  | 3  | 4  | 5  |
| 6   | 7  | 8  | 9  | 10 | 11 | 12 |
| 13  | 14 | 15 | 16 | 17 | 18 | 19 |
| 20  | 21 | 22 | 23 | 24 | 25 | 26 |
| 27  | 28 | 29 | 30 | 31 |    |    |
|     |    |    |    |    |    |    |

| 6月 |    |    |    |    |    |    |
| 日  | 月 | 火 | 水 | 木 | 金 | 土 |
|     |    |    |    |    | 1  | 2  |
| 3   | 4  | 5  | 6  | 7  | 8  | 9  |
| 10  | 11 | 12 | 13 | 14 | 15 | 16 |
| 17  | 18 | 19 | 20 | 21 | 22 | 23 |
| 24  | 25 | 26 | 27 | 28 | 29 | 30 |
|     |    |    |    |    |    |    |

| 7月 |    |    |    |    |    |    |
| 日  | 月 | 火 | 水 | 木 | 金 | 土 |
| 1   | 2  | 3  | 4  | 5  | 6  | 7  |
| 8   | 9  | 10 | 11 | 12 | 13 | 14 |
| 15  | 16 | 17 | 18 | 19 | 20 | 21 |
| 22  | 23 | 24 | 25 | 26 | 27 | 28 |
| 29  | 30 | 31 |    |    |    |    |
|     |    |    |    |    |    |    |

| 8月 |    |    |    |    |    |    |
| 日  | 月 | 火 | 水 | 木 | 金 | 土 |
|     |    |    | 1  | 2  | 3  | 4  |
| 5   | 6  | 7  | 8  | 9  | 10 | 11 |
| 12  | 13 | 14 | 15 | 16 | 17 | 18 |
| 19  | 20 | 21 | 22 | 23 | 24 | 25 |
| 26  | 27 | 28 | 29 | 30 | 31 |    |
|     |    |    |    |    |    |    |

| 9月 |    |    |    |    |    |    |
| 日  | 月 | 火 | 水 | 木 | 金 | 土 |
|     |    |    |    |    |    | 1  |
| 2   | 3  | 4  | 5  | 6  | 7  | 8  |
| 9   | 10 | 11 | 12 | 13 | 14 | 15 |
| 16  | 17 | 18 | 19 | 20 | 21 | 22 |
| 23  | 24 | 25 | 26 | 27 | 28 | 29 |
| 30  |    |    |    |    |    |    |
|     |    |    |    |    |    |    |

| 10月 |    |    |    |    |    |    |
| 日   | 月 | 火 | 水 | 木 | 金 | 土 |
|      | 1  | 2  | 3  | 4  | 5  | 6  |
| 7    | 8  | 9  | 10 | 11 | 12 | 13 |
| 14   | 15 | 16 | 17 | 18 | 19 | 20 |
| 21   | 22 | 23 | 24 | 25 | 26 | 27 |
| 28   | 29 | 30 | 31 |    |    |    |
|      |    |    |    |    |    |    |

| 11月 |    |    |    |    |    |    |
| 日   | 月 | 火 | 水 | 木 | 金 | 土 |
|      |    |    |    | 1  | 2  | 3  |
| 4    | 5  | 6  | 7  | 8  | 9  | 10 |
| 11   | 12 | 13 | 14 | 15 | 16 | 17 |
| 18   | 19 | 20 | 21 | 22 | 23 | 24 |
| 25   | 26 | 27 | 28 | 29 | 30 |    |
|      |    |    |    |    |    |    |

| 12月 |    |    |    |    |    |    |
| 日   | 月 | 火 | 水 | 木 | 金 | 土 |
|      |    |    |    |    |    | 1  |
| 2    | 3  | 4  | 5  | 6  | 7  | 8  |
| 9    | 10 | 11 | 12 | 13 | 14 | 15 |
| 16   | 17 | 18 | 19 | 20 | 21 | 22 |
| 23   | 24 | 25 | 26 | 27 | 28 | 29 |
| 30   | 31 |    |    |    |    |    |
|      |    |    |    |    |    |    |

## できごと

### 主な出来事
世界の主な出来事
ニュースが世界を駆け巡った出来事
- イラクによるクウェート侵攻[1]。これによって湾岸危機（湾岸戦争）が起きた[1]。
- 西ドイツと東ドイツの統一[1]
- ソヴィエト連邦が共産党の一党独裁を放棄し、複数政党制で大統領制に[1]。

ゴルバチョフ書記長は1990年2月の党中央委員会総会で共産党の一党独裁の放棄と複数政党制の容認を決定し、3月に自ら大統領に就任した。
- 欧州新時代へ向けて一歩進む[1]

それまで対立していたドイツのコール首相とフランスのミッテラン大統領との間で、1990年4月に欧州統合の「政治連合」が構築され、欧州統合を深化させてそこに再統一されたドイツを埋め込むという国際秩序の再編を行うことが合意された。
- イギリスのサッチャー首相が辞任した[1]。

「鉄の女」と言われ11年間政権を保ち続け、総選挙に負けたことがないマーガレット・サッチャーだったが、1990年11月に辞任に追い込まれた最大の理由は、在任中に欧州統合に反対しつづけたことだった。欧州統合に反対しつづけたことで財界の反発を買い、求心力を失ったとも。
- アメリカとソ連が戦略兵器削減で合意した[1]。

翌1991年にゴルバチョフとジョージ・H・W・ブッシュにより調印に進むことになる（第一次戦略兵器削減条約参照）。
- 韓国とソ連の首脳が初の会談を行い国交を樹立[1]。

南北等距離外交も参照
- 東欧で自由選挙が行われ共産党の惨敗が相次いだ[1]。

東側諸国#東側諸国の終焉 (東欧革命)や1990年ハンガリー議会選挙も参照。
各国の主な出来事
Category:1990年の各国を参照

### 1月
- 1月3日 - パナマ、マヌエル・ノリエガ将軍が米当局に出頭し、逮捕される。翌日、米国へ移送。
- 1月7日 - イタリア、ピサの斜塔が修復のため閉鎖される。
- 1月10日 - タイム・インクとワーナー・コミュニケーションズ・インクが合併、タイム・ワーナー創設。
- 1月11日 - リトアニアで独立要求デモに30万人が参加。
- 1月13日 - アメリカ合衆国バージニア州、初のアフリカ系アメリカ人州知事誕生。
- 1月20日
  - ソビエト連邦アゼルバイジャン、首都バクーで、ソ連正規軍部隊と武装住民が衝突し、130人以上死亡、700人以上負傷。
  - スペースシャトル・コロンビアが、カリフォルニア州エドワーズ空軍基地に帰還。(STS-32)
- 1月29日 - 東ドイツ、エーリッヒ・ホーネッカー元国家評議会議長が同国検察当局に逮捕される。
- 1月30日 - 運輸大臣の江藤隆美が三里塚芝山連合空港反対同盟（熱田派）と対話（成田空港問題）。
- 1月31日 - ソ連・モスクワに、同国初のマクドナルドが開業（ロシアにおけるマクドナルド）。

### 2月
- 2月2日 - フレデリック・ウィレム・デクラーク南アフリカ共和国大統領、アフリカ民族会議の合法化を発表、同時にネルソン・マンデラ釈放を公約。
- 2月11日
  - ネルソン・マンデラ、ケープタウンの刑務所から27年ぶりに釈放。
  - マイク・タイソンが東京ドームでジェームス・ダグラスに10回KO負けを喫し、WBA・WBC・IBF統一世界ヘビー級王座から陥落。
- 2月14日
  - ローリング・ストーンズ初来日公演。
  - 宇宙探査機ボイジャー1号が初の太陽系の写真を撮影。
- 2月15日
  - イギリスとアルゼンチンがフォークランド紛争以来8年ぶりに国交回復。
  - ラトビアがソ連からの独立を宣言。3月11日リトアニア、3月30日エストニアも同様に独立宣言。
- 2月18日 - 第39回衆議院議員総選挙挙行[6]。
- 2月19日 - 日産自動車が「プリメーラ」を日欧で同時発表。
- 2月26日 - ソ連、1991年7月までにチェコスロバキアから完全撤兵することを発表。

### 3月
- 3月3日 - ポール・マッカートニー初来日公演。
- 3月11日 - リトアニアがソビエト連邦からの独立を宣言
- 3月15日 - ソ連、ミハイル・ゴルバチョフ最高会議議長が初代大統領就任。同日、ソ連はリトアニア独立宣言は無効であると発表。
- 3月18日 - 東ドイツで初の自由選挙。（1990年ドイツ民主共和国人民議会選挙）
- 3月20日 - イメルダ・マルコス元フィリピン大統領夫人、収賄、横領罪などの容疑で訴追される。
- 3月21日 - アフリカ最後の植民地ナミビアが南アフリカ共和国から独立。
- 3月31日 - ロンドンで人頭税反対デモが暴動に発展、471人がけが、341人逮捕。

### 4月
- 4月8日 - ノルウェーからデンマークに向かっていた大型客船「スカンジナビア・スター」で火災発生、158人死亡。
- 4月12日 - 日本飛行機専務宅放火殺人事件
- 4月13日 - ソ連政府、カティンの森事件について公式謝罪。
- 4月15日 - インド・ウッタル・プラデーシュ州で、食中毒のため450人死亡。
- 4月24日 - ハッブル宇宙望遠鏡がスペースシャトルディスカバリーと共に打ち上げられる。(STS-31)

### 5月
- 5月12日 - トヨタ・エスティマが発売される。
- 5月15日 - フィンセント・ファン・ゴッホ作「医師ガシェの肖像」が、当時の絵画最高額8250万ドルで落札される。
- 5月17日
  - WHO、病気の一覧から同性愛の記述を削除。
  - リトアニアのシャウレイに「猫の博物館」がオープン。
- 5月20日 - ルーマニアで、非共産主義体制下初の大統領および国会議員選挙。
- 5月22日 - イエメン・アラブ共和国（北イエメン）、イエメン人民民主共和国（南イエメン）両国の指導者が併合に合意。
- 5月31日 - 相模鉄道が準大手私鉄から大手私鉄に昇格になる。

### 6月
- 6月1日 - ジョージ・H・W・ブッシュアメリカ合衆国大統領とミハイル・ゴルバチョフソビエト連邦大統領、化学兵器廃棄条約に署名。
- 6月7日 - ユニバーサル・スタジオ・フロリダ開業。
- 6月8日 - FIFAワールドカップイタリア大会開幕、7月8日まで開催。西ドイツが前回優勝国のアルゼンチンを下し3度目の優勝を遂げる。
- 6月10日 - ペルー大統領選挙で日系のアルベルト・フジモリが初当選。

### 7月
- 7月1日 - 東ドイツと西ドイツが経済統合。
- 7月2日 - イスラム教の聖地メッカで巡礼者の行列が将棋倒しになり、1426名の死者を出す。
- 7月9日 - ヒューストン・サミット開幕、11日まで。
- 7月12日 - ボリス・エリツィン、ソ連共産党離党宣言。
- 7月16日 - バギオ大地震
- 7月27日 - ソ連のミハイル・ゴルバチョフ大統領が訪ソ中の創価学会名誉会長池田大作と会談。1991年春に訪日する意向を表明した[7]。
- 7月28日 - アルベルト・フジモリがペルーの大統領に就任。

### 8月
- 8月2日 - イラクがクウェートに侵攻する。
- 8月13日 - ソ連のミハイル・ゴルバチョフ大統領が、スターリン時代に粛清・弾圧された全ての国民の名誉を回復する大統領令を発令。
- 8月31日 - 東ドイツと西ドイツがドイツ再統一条約に調印し、同年10月3日にドイツ再統一が決まった。

### 9月
- 9月5日 - 韓国・北朝鮮、分裂後初の両国首相会談。
- 9月12日 - ドイツ最終規定条約が署名される。(発効は1991年3月15日)
- 9月22日 - 北京アジア大会が開幕、10月7日まで開催。
- 9月30日 - ソ連と韓国が国交樹立。

### 10月
- 10月3日 - 西ドイツに東ドイツが編入される形で統一（ドイツ再統一）。
- 10月15日 - ゴルバチョフ・ソ連大統領がノーベル平和賞を受賞。
- 10月21日 - F1日本グランプリにて、鈴木亜久里が日本人初となるF1表彰台を獲得した。

### 11月
- 11月12日 - 皇居正殿松の間にて天皇明仁（現：上皇）の即位礼正殿の儀が行われる。
- 11月22日 - イギリスのサッチャー首相が辞任、11年に及ぶ長期政権が終わる。

※この月頃にバブル景気が崩壊（バブル崩壊）。

### 12月
- 12月9日 - ポーランドの大統領選挙でレフ・ヴァウェンサ議長が当選[8]。

## 芸術・文化・スポーツ

### 映画
| 本国公開・日本公開ともに当年 - バック・トゥ・ザ・フューチャー PART3 - デイズ・オブ・サンダー - 少年時代 - レッド・オクトーバーを追え! - ダイ・ハード2 - ゴースト/ニューヨークの幻 - プリティ・ウーマン - ロッキー5/最後のドラマ - トータル・リコール - グッドフェローズ | 本国公開映画（日本公開は翌年以降） - ニキータ - ミザリー - ゴッドファーザー PART III - ダンス・ウィズ・ウルブズ - ホーム・アローン - シザーハンズ - 欲望の翼 - ビアンカの大冒険 ゴールデン・イーグルを救え! |

### ゲーム

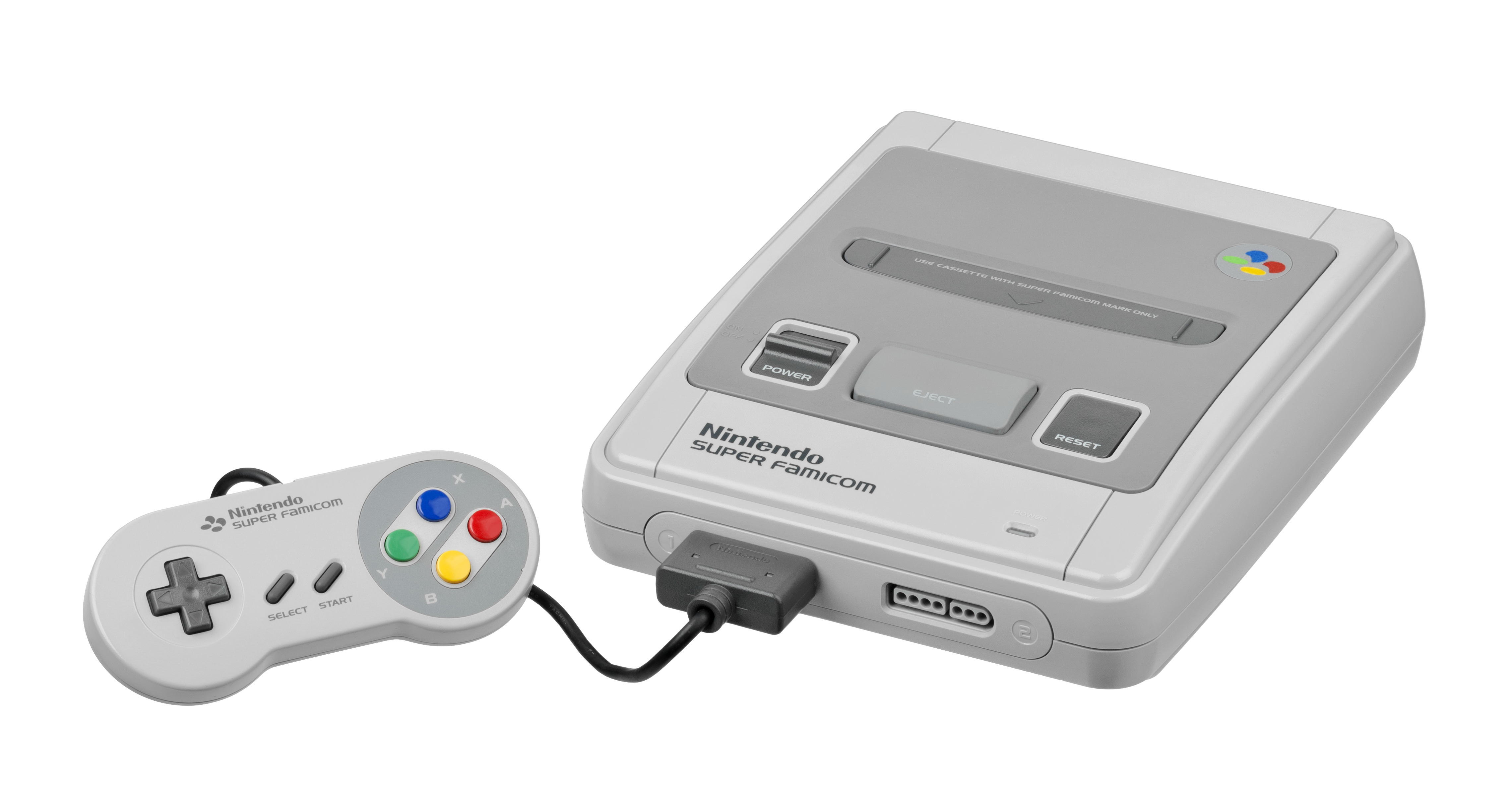
スーパーファミコン

- 11月21日 - 任天堂がファミリーコンピュータ（ファミコン）の次世代機「スーパーファミコン」を日本で発売。

Category:1990年のコンピュータゲームも参照

## 誕生

### 1月
- 1月1日 - アリ・マールル、プロサッカー選手
- 1月1日 - アレックス・ンクメ、プロサッカー選手
- 1月1日 - 李泰賢、囲碁棋士
- 1月1日 - ジョルディ・パブロ、サッカー選手
- 1月1日 - ジョン・リネカー、総合格闘家
- 1月1日 - ゼイビア・エイブリー、メジャーリーガー
- 1月1日 - トルメイン・ジョンソン、アメリカンフットボール選手
- 1月1日 - ルスラン・カムボロフ、プロサッカー選手
- 1月2日 - カレル・アブラハム、レーサー
- 1月3日 - ジョゼ・ピエール・ヴンギディガ、サッカー選手
- 1月3日 - ハンター・セルベンカ、メジャーリーガー
- 1月4日 - アルベルト・パロスキ、サッカー選手
- 1月4日 - イアゴ・ファルケ・シルバ、サッカー選手
- 1月4日 - トニ・クロース、サッカー選手
- 1月5日 - C.J.クロン、メジャーリーガー
- 1月5日 - ホセ・イグレシアス、メジャーリーガー
- 1月5日 - レロイ・フェル、サッカー選手
- 1月6日 - アレックス・テイシェイラ・サントス、サッカー選手
- 1月6日 - サンドロ・コルテセ、レーサー
- 1月7日 - エレーネ・ゲデヴァニシヴィリ、フィギュアスケート選手
- 1月7日 - グレゴア・シュリーレンツァウアー、スキージャンプ選手
- 1月7日 - フランク・ガルセス、プロ野球選手
- 1月7日 - リアム・エイケン、俳優
- 1月8日 - 許昕、卓球選手
- 1月8日 - ファン・ドミンゲス・ラマス、サッカー選手
- 1月9日 - ステファナ・ベリコビッチ、バレーボール選手
- 1月10日 - 韓国栄、サッカー選手
- 1月10日 - ミルコ・ボルトロッティ、レーサー
- 1月12日 - ジョー・タラモ、騎手
- 1月12日 - セルゲイ・カヤキン、チェスプレイヤー
- 1月13日 - ヴィンチェンツォ・フィオリッロ、サッカー選手
- 1月14日 - エレーナ・ロドリゲス、フィギュアスケート選手
- 1月15日 - モハメド・カマル、キックボクサー
- 1月16日 - デニス・ケリー、アメリカンフットボール選手
- 1月18日 - ギフト・ンゴエペ、プロ野球選手
- 1月18日 - ハイレ・イブラヒモフ、陸上競技選手
- 1月18日 - ブレット・ロウリー、メジャーリーガー
- 1月18日 - ナチョ・フェルナンデス・イグレシアス、サッカー選手
- 1月19日 - リチャード・クレイン、野球選手
- 1月21日 - ジョー・ウィーランド、プロ野球選手
- 1月21日 - ホセ・ラミレス、プロ野球選手
- 1月22日 - アリーゼ・コルネ、テニスプレイヤー
- 1月22日 - ジャスティン・エラスムス、野球選手
- 1月24日 - 入江陵介、競泳選手
- 1月24日 - ミッチェル・イスラム、アイスダンス選手
- 1月25日 - ジュノ、アイドル、俳優 (2PM)
- 1月26日 - クリストファー・マッセイ、俳優
- 1月26日 - セルジオ・ペレス、F1ドライバー
- 1月26日 - ペーター・サガン、ロードレーサー
- 1月27日 - クリストフ・モリッツ、サッカー選手
- 1月27日 - ティム・ベッカム、メジャーリーガー
- 1月27日 - マリア・パパソティリウ、フィギュアスケート選手
- 1月28日 - ボグダン・ストイカ、キックボクサー
- 1月31日 - 薮宏太､アイドル、俳優 (Hey! Say! JUMP)

### 2月
- 2月1日 - ストルミー・ピメンテル、メジャーリーガー
- 2月1日 - フェリペ・ラモス・イグネス・バストス、サッカー選手
- 2月2日 - ダン・ゴスリング、サッカー選手
- 2月2日 - ニック・リックレス、野球選手
- 2月3日 - ショーン・キングストン、ラッパー
- 2月3日 - マイケル・ウチェボ、サッカー選手
- 2月4日 - 戸松遥、声優
- 2月6日 - トーマス・クノッパー、レーシングドライバー（+ 2009年）
- 2月7日 - ダニエル・オブライエン、フィギュアスケート選手
- 2月7日 - ニール・エザリッジ、サッカー選手
- 2月7日 - メロベ・エフレム、フィギュアスケート選手
- 2月8日 - ブルーノ・マルティンス・インディ、サッカー選手
- 2月8日 - ヤシン・ブラヒミ、サッカー選手
- 2月9日 - フョードル・スモロフ、サッカー選手
- 2月10日 - アレン・ウェブスター、メジャーリーガー
- 2月10日 - スヨン、アイドル、女優（少女時代）
- 2月11日 - アレッサンドロ・ピッティン、ノルディック複合選手
- 2月11日 - エットーレ・メンディチーノ、サッカー選手
- 2月11日 - サラ・アーノルド、フィギュアスケート選手
- 2月11日 - チャンソン、アイドル、俳優 (2PM)
- 2月12日 - パク・ボヨン、女優
- 2月13日 - ギェンツェン・ノルブ、僧侶
- 2月13日 - ケヴィン・ストロートマン、サッカー選手
- 2月13日 - ネイサン・イオバルディ、メジャーリーガー
- 2月13日 - ママドゥ・サコー、サッカー選手
- 2月13日 - 和田重、俳優
- 2月14日 - アンドレア・カルダレッリ、レーサー
- 2月15日 - シャルル・ピック、F1ドライバー
- 2月15日 - ノエミ・シニョリーレ、バレーボール選手
- 2月15日 - ミシェル・マセド・ローシャ・マシャド、サッカー選手
- 2月17日 - 金英權、サッカー選手
- 2月17日 - ヤコブ・スラデック、野球選手
- 2月18日 - ディディ・グレゴリウス、メジャーリーガー
- 2月18日 - パク・シネ、女優
- 2月18日 - マイコン・マルケス・ビテンコウト、サッカー選手
- 2月19日 - コスタ・バルバルセス、サッカー選手
- 2月19日 - ダビド・ロチェラ、サッカー選手
- 2月19日 - マリエル・ミラー、フィギュアスケート選手
- 2月19日 - リャド・ブデブズ、サッカー選手
- 2月20日 - チーロ・インモービレ、サッカー選手
- 2月20日 - レオ・ヘルナンデス、元マイナーリーガー
- 2月21日 - ジャック・マーダー、野球選手
- 2月21日 - ヘドヴィグ・カラカス、柔道選手
- 2月21日 - マーク・ウェブスター、フィギュアスケート選手
- 2月22日 - クレイグ・ブリーン、ラリードライバー
- 2月22日 - タラス・ブルラク、サッカー選手
- 2月22日 - ディオゴ・ヴィアナ、サッカー選手
- 2月22日 - ペイジ・ローレンス、フィギュアスケート選手
- 2月22日 - マリウス・アレクセ、サッカー選手
- 2月24日 - アユブ・ダウド、サッカー選手
- 2月24日 - ランディ・クルメナッハ、レーサー
- 2月25日 - アレハンドラ・アンドレウ、モデル
- 2月25日 - 王娜、バレーボール選手
- 2月26日 - エジソン・ドス・サントス・レイス、サッカー選手
- 2月27日 - アリーナ・マルティノワ、フィギュアスケート選手

### 3月
- 3月1日 - ダシェンコ・リカルド、野球選手
- 3月1日 - タダス・エリオシウス、サッカー選手
- 3月1日 - ハリー・イーデン、俳優
- 3月1日 - マシュー・パー、フィギュアスケート選手
- 3月2日 - ルイス・アドビンクラ、サッカー選手
- 3月3日 - エマニュエル・リヴィエール、サッカー選手
- 3月4日 - アリアナ・ヴァンダープール＝ウォレス、競泳選手
- 3月4日 - アンドレア・ボーウェン、女優
- 3月4日 - コルベイン・シグソールソン、サッカー選手
- 3月4日 - フラン・メリダ、サッカー選手
- 3月4日 - マクシミリアーノ・オリバ、サッカー選手
- 3月5日 - アラナ・ブランチャード、サーファー
- 3月5日 - マティアス・キブルツ、オリエンテーリング選手
- 3月7日 - アビゲイル&ブリタニー・ヘンゼル姉妹、結合双生児
- 3月8日 - クリスティニア・デバージ、歌手
- 3月8日 - ペトラ・クビトバ、テニスプレーヤー
- 3月9日 - ダレイ・ブリント、サッカー選手
- 3月9日 - ニコラス・ヘフラー、サッカー選手
- 3月14日 - 黒木華、女優
- 3月14日 - バディス・リビー、サッカー選手
- 3月16日 - ホナタン・ウレタヴィスガジャ、サッカー選手
- 3月17日 - ジーン・セグラ、メジャーリーガー
- 3月17日 - 玉森裕太、アイドル、俳優 (Kis-My-Ft2)
- 3月18日 - タイラン・ウォーカー、アメリカンフットボール選手
- 3月18日 - ミハイ・ラドゥツ、サッカー選手
- 3月20日 - マルコス・ロホ、サッカー選手
- 3月21日 - クリスティーナ・チットウッド、アイスダンス選手
- 3月22日 - パトリック・ドープラ、サッカー選手
- 3月23日 - ハイメ・アルグエルスアリ、レーサー
- 3月23日 - ユージェニー・オブ・ヨーク、イギリス王室成員
- 3月24日 - ケイシャ・キャッスル＝ヒューズ、女優
- 3月24日 - スターリン・カストロ、メジャーリーガー
- 3月24日 - ポーフィリオ・ロペス、プロ野球選手
- 3月24日 - レヴァン・ムチェドリーゼ、サッカー選手
- 3月25日 - アレクサンダー・エッスヴァイン、サッカー選手
- 3月25日 - エリスベル・アルエバルエナ、野球選手
- 3月25日 - ヘイデルソン・レイチ・リマ、サッカー選手
- 3月25日 - メーメット・エキッチ、サッカー選手
- 3月26日 - サラ・メネゼス、柔道選手
- 3月26日 - 髙木雄也、アイドル、俳優 (Hey! Say! JUMP)
- 3月26日 - 柳楽優弥、俳優
- 3月26日 - チェ・ウシク、俳優
- 3月27日 - ニコラ・ヌクル、サッカー選手
- 3月27日 - ホセ・ルイス・サンマルティン・マト、サッカー選手
- 3月28日 - エカテリーナ・ボブロワ、フィギュアスケート選手
- 3月28日 - ルカ・マッローネ、サッカー選手
- 3月30日 - シモン・アーダーム、サッカー選手
- 3月30日 - シモン・アンドラーシュ、サッカー選手
- 3月30日 - ベカ・シャンクラシュヴィリ、フィギュアスケート選手* 3月30日 - ロドニー・ストラッサー、サッカー選手
- 3月30日 - ミハル・ブジェジナ、フィギュアスケート選手
- 3月30日 - ローラ、モデル
- 3月31日 - ぐんぴぃ、お笑いタレント（春とヒコーキ）

### 4月
- 4月2日 - イリマ＝レイ・マクファーレン、総合格闘家
- 4月2日 - エフゲニア・カナエワ、新体操選手
- 4月2日 - ミラレム・ピャニッチ、サッカー選手
- 4月3日 - カリム・アンサリファルド、サッカー選手
- 4月3日 - ソティリス・ニニス、サッカー選手
- 4月4日 - ケイテリン・ジルソン、タレント
- 4月5日 - 三浦春馬（+ 2020年）
- 4月6日 - マイケル・ウッズ、サッカー選手
- 4月7日 - ソラナ・チルステア、テニスプレーヤー
- 4月7日 - ロベルタ・ロデギエーロ、フィギュアスケート選手
- 4月9日 - マティアス・アベロ、サッカー選手
- 4月10日 - アレックス・ペティファー、俳優
- 4月10日 - クリストフ・ハルティング、陸上競技選手
- 4月10日 - フランチェスコ・ディ・タッキオ、サッカー選手
- 4月10日 - ベン・エイモス、サッカー選手
- 4月10日 - ルイス・マルセロ・モライス・ドス・サントス、サッカー選手
- 4月11日 - アンソニー・フィリップス、メジャーリーガー
- 4月12日 - 江玟玟、フィギュアスケート選手
- 4月13日 - アナスタシヤ・セバストワ、テニスプレーヤー
- 4月14日 - ファルハド・ヴァシエフ、サッカー選手
- 4月15日 - エマ・ワトソン、女優
- 4月15日 - リリー・カーター、ポルノ女優
- 4月16日 - トニー・マッケイ、陸上競技選手
- 4月16日 - トラビス・ショウ、メジャーリーガー
- 4月17日 - ルカーシュ・マレチェク、サッカー選手
- 4月18日 - ヴォイチェフ・シュチェスニー、サッカー選手
- 4月18日 - ブルーノ・レオナルド・フォルミゴーニ、サッカー選手
- 4月18日 - ヘンダーソン・アルバレス、メジャーリーガー
- 4月19日 - ジェシカ・パウレット、ファッションモデル
- 4月19日 - ダミアン・ル・タレク、サッカー選手
- 4月19日 - デニス・ハルマシュ、サッカー選手
- 4月20日 - アマンダ・ニランダー、フィギュアスケート選手
- 4月22日 - イブ・ミュアヘッド、カーリング選手
- 4月23日 - デーヴ・パテール、俳優
- 4月23日 - マティアス・イェルゲンセン、サッカー選手
- 4月24日 - ヤン・ヴェセリー、バスケットボール選手
- 4月25日 - ジャン＝エリック・ベルニュ、F1ドライバー
- 4月26日 - ジョナタン・ドス・サントス、サッカー選手
- 4月27日 - アーロン・ブルックス、メジャーリーガー
- 4月27日 - アレハンドロ・セゴビア、プロ野球選手
- 4月27日 - マーティン・ケリー、サッカー選手
- 4月28日 - マジャル・マールク、フィギュアスケート選手
- 4月29日 - ナディーヌ・ブロールセン、陸上競技選手

### 5月
- 5月1日 - A.J.ヒメネス、マイナーリーガー
- 5月1日 - ディエゴ・コンテント、サッカー選手
- 5月2日 - エラスモ・ラミレス、メジャーリーガー
- 5月2日 - クレーベ・ラウベ・ピニェイロ、サッカー選手
- 5月2日 - ケイ・パナベイカー、女優
- 5月2日 - ポール・ジョージ、バスケットボール選手
- 5月4日 - イグナシオ・カマーチョ、サッカー選手
- 5月4日 - パトリシオ・フリアン・ロドリゲス、サッカー選手
- 5月4日 - ローリー・マキロイ、イギリス出身のゴルフ選手
- 5月5日 - ニーナ・ロシッチ、バレーボール選手
- 5月5日 - レアンドロ・メジャ、プロ野球選手
- 5月6日 - クレイグ・ドーソン、サッカー選手
- 5月6日 - ケイトリン・ヤンコウスカス、フィギュアスケート選手
- 5月6日 - ホセ・アルトゥーベ、メジャーリーガー
- 5月7日 - イアン・ロレッロ、サッカー選手
- 5月7日 - キーストン・ランドール、アメリカンフットボール選手
- 5月8日 - ニコラス・フェルナンデス、フィギュアスケート選手
- 5月9日 - ディエゴ・マリーニョ、サッカー選手
- 5月10日 - サーカイ・ジョッキージム、プロボクサー（+ 2009年）
- 5月10日 - サルバドール・ペレス、メジャーリーガー
- 5月11日 - 稲垣成弥、俳優
- 5月11日 - ヤンニクラス・シュトックリン、プロ野球選手
- 5月12日 - Etika、YouTuber、元モデル（+ 2019年）
- 5月12日 - フローラン・アモディオ、フィギュアスケート選手
- 5月13日 - エドゥアルド・サルビオ、サッカー選手
- 5月14日 - エミリー・サミュエルソン、フィギュアスケート選手
- 5月14日 - サーシャ・スピルバーグ、女優
- 5月15日 - アレクサンダー・ジョンソン、フィギュアスケート選手
- 5月15日 - オリガ・イコンニコワ、フィギュアスケート選手
- 5月15日 - ダヴィド・シモン、サッカー選手
- 5月16日 - スタス・スパーニン、画家
- 5月16日 - トーマス・サングスター、俳優
- 5月17日 - クリス・コルファー、俳優
- 5月17日 - レヴェン・ランビン、女優
- 5月18日 - ロバート・クイン、アメリカンフットボール選手
- 5月19日 - イマコラータ・シレッシ、バレーボール選手
- 5月19日 - ジェイコーブ・クレイガー、俳優
- 5月19日 - ビクトル・イバルボ、サッカー選手
- 5月20日 - アデリーヌ・キャナック、フィギュアスケート選手
- 5月20日 - アンデルソン・デ・カルバーリョ・サントス、サッカー選手
- 5月20日 - クリス・リード、プロ野球選手
- 5月20日 - 鈴木ブルーノ、サッカー選手
- 5月20日 - ラシナ・トラオレ、サッカー選手
- 5月20日 - ラファエウ・カブラル・バルボサ、サッサー選手
- 5月21日 - 河野万里奈、歌手
- 5月21日 - ジョアン・シルヴァ、サッカー選手
- 5月21日 - レネ・クルヒン、サッカー選手
- 5月23日 - カイル・バラクロー、メジャーリーガー
- 5月23日 - シーザー・ヘルナンデス、メジャーリーガー
- 5月24日 - ジョーイ・ロガーノ、レーシングドライバー
- 5月24日 - テイラー・ガリソン、プロ野球選手
- 5月24日 - 野村太一郎、狂言師
- 5月25日 - ジャレッド・コザート、メジャーリーガー
- 5月25日 - テイラー・ロタンダ、プロレスラー
- 5月26日 - 金香里、声優
- 5月27日 - アピニャ・サクジャロエンスク、女優
- 5月27日 - エネウ・アラミレウ、陸上選手
- 5月27日 - クリス・コルファー、歌手
- 5月27日 - ナセル・バラジテ、サッカー選手
- 5月28日 - カイル・ウォーカー、サッカー選手
- 5月28日 - ロハン・デニス、自転車競技選手
- 5月29日 - ジョー・ビアジーニ、メジャーリーガー）
- 5月29日 - ティボー・ピノ、ロードレース選手
- 5月29日 - トレバー・ローゼンタール、プロ野球選手
- 5月30日 - エウリー・ペレス、メジャーリーガー
- 5月30日 - ザック・ウィーラー、プロ野球選手
- 5月31日 - カトリーナ・ハッカー、フィギュアスケート選手
- 5月31日 - ジュリアーノ・ヴィクトル・デ・パウラ、サッカー選手

### 6月
- 6月1日 - 村川梨衣、声優
- 6月2日 - オリヴァー・バウマン、サッカー選手
- 6月2日 - ジャック・ロウデン、俳優
- 6月3日 - チャン・ハオチェン、ピアニスト
- 6月4日 - エヴァン・シュピーゲル、実業家
- 6月4日 - エステベンソン・エンカーナシオン、プロ野球選手
- 6月4日 - グレッグ・モンロー、バスケットボール選手
- 6月4日 - ジェツン・ペマ・ワンチュク、ブータン王国の王妃
- 6月5日 - セク・オリセー、サッカー選手
- 6月5日 - ジュニア・ホイレット、サッカー選手
- 6月6日 - ヴィド・ベレツ、サッカー選手
- 6月6日 - ギャヴィン・ホイト、サッカー選手
- 6月6日 - マイク・G、ラッパー
- 6月6日 - ライアン・ヒガ、コメディアン
- 6月7日 - アリソン・シュミット、競泳選手
- 6月7日 - イギー・アゼリア、ラッパー、シンガーソングライター、モデル
- 6月7日 - ティモシー・ノッキ、サッカー選手
- 6月8日 - アレッサンドロ・トゥーイア、サッカー選手
- 6月8日 - サーニャ・マラグルスキ、サッカー選手
- 6月10日 - ルイス・ピターソン、野球選手
- 6月11日 - クリストフ・ルメートル、陸上競技選手
- 6月12日 - KevJumba、コメディアン
- 6月12日 - ドリュー・ホリデー、バスケットボール選手
- 6月13日 - アーロン・テイラー＝ジョンソン、俳優
- 6月17日 - アブドゥル・ナザ・アルハサン、サッカー選手
- 6月17日 - アラン・ジャゴエフ、サッカー選手
- 6月17日 - アンドリュー・チェイフィン、メジャーリーガー
- 6月17日 - ジョーダン・ヘンダーソン、サッカー選手
- 6月18日 - スフィアン・ダッダ、サッカー選手
- 6月18日 - ルカーシュ・チェーレイ、アイスダンス選手
- 6月21日 - サンドラ・ペルコビッチ、陸上競技選手
- 6月21日 - ホーヴァル・ノルトヴェイト、サッカー選手
- 6月22日 - 伊野尾慧、アイドル、俳優 (Hey! Say! JUMP)
- 6月22日 - ダレル・セシリアーニ、メジャーリーガー
- 6月22日 - 丁寧、卓球選手
- 6月23日 - クロックス・アクーニャ、競泳選手
- 6月23日 - バセク・ポシュピシル、テニス選手
- 6月24日 - ケルヴィン・レールダム、サッカー選手
- 6月24日 - リヒャルト・スクタ＝パス、サッカー選手
- 6月26日 - イリナ・モウチャン、フィギュアスケート選手
- 6月27日 - アゼリン・デビソン、シンガーソングライター
- 6月27日 - テイラー・フィニー、自転車競技選手
- 6月28日 - ドーグラス・マラドーナ・カンポス・ダンギ、サッカー選手
- 6月28日 - トーマス・パルマー、自転車競技選手
- 6月29日 - 木村昴、声優
- 6月29日 - ヤン・エムヴィラ、サッカー選手
- 6月30日 - コディ・アッシー、メジャーリーガー
- 6月30日 - ファクンド・ベルトリオ、サッカー選手
- 6月30日 - ヘスス・アギラー、メジャーリーガー
- 6月30日 - マテイ・ドボウシェク、スキージャンプ選手

### 7月
- 7月1日 - ルーカス・ゲニューシャス、ピアニスト
- 7月2日 - ケイラ・ハリソン、柔道選手
- 7月2日 - マーゴット・ロビー、女優
- 7月4日 - ガブリエル・リマ・オリヴェイラ、サッカー選手
- 7月4日 - ダフィット・クロス、俳優
- 7月4日 - 町田啓太、俳優
- 7月5日 - アベバ・アレガウィ、中距離走選手
- 7月5日 - 宋丹、槍投げ選手
- 7月6日 - ニック・ブッチ、プロ野球選手
- 7月7日 - リー・アディ、サッカー選手
- 7月8日 - アレクサンドル・マキシム、サッカー選手
- 7月9日 - 池松壮亮、俳優
- 7月9日 - ファビオ・ペレイラ・ダ・シウヴァ、サッカー選手
- 7月9日 - ラファエウ・ペレイラ・ダ・シウヴァ、サッカー選手
- 7月10日 - エレナ・ルンガルディエル、スキージャンプ選手
- 7月10日 - ユーナン・オケイン、サッカー選手
- 7月10日 - 林曼婷、女子サッカー選手
- 7月11日 - エリカ・リッソー、フィギュアスケート選手
- 7月11日 - キャロライン・ウォズニアッキ、テニスプレーヤー
- 7月11日 - モナ・バルテル、プロテニス選手
- 7月12日 - エフゲン・ホロニウク、フィギュアスケート選手
- 7月12日 - 喜友名諒、空手家
- 7月12日 - チェイスン・シュリーブ、メジャーリーガー
- 7月12日 - マシュー・チャドウィック、騎手
- 7月14日 - アンドレア・セクリン、サッカー選手
- 7月15日 - カイル・クビッツァ、メジャーリーガー
- 7月15日 - ダミアン・リラード、バスケットボール選手
- 7月16日 - ヴィック・バラード、アメリカンフットボール選手
- 7月16日 - グラント・ホッホスタイン、フィギュアスケート選手
- 7月16日 - ヨハン・ザルコ、レーサー
- 7月16日 - ラトカ・バールトヴァー、フィギュアスケート選手
- 7月18日 - サウル・アルバレス、プロボクサー
- 7月18日 - レイディ・アフロディータ、プロレスラー
- 7月19日 - ジョナサン・ペティボーン、メジャーリーガー
- 7月19日 - ステファニア・ベルトン、フィギュアスケート選手
- 7月20日 - ラース・ウンナーシュタル、サッカー選手
- 7月20日 - ワンディ・ルナール、サッカー選手
- 7月21日 - クリッシー・ヒューズ、フィギュアスケート選手
- 7月21日 - ファブリス・エンサカラ、サッカー選手
- 7月23日 - ケヴィン・レイノルズ、フィギュアスケート選手
- 7月24日 - デイヴィ・チェイス、女優
- 7月25日 - カルロス・カルボネロ、サッカー選手
- 7月25日 - サイモン・ガブリエル・ダ・シルバ、サッカー選手
- 7月25日 - ナセル・ブアニ、自転車競技選手
- 7月25日 - マービン・ソンソナ、プロボクサー
- 7月25日 - ラウル・ルイディアス、サッカー選手
- 7月25日 - ロマン・メンデス、プロ野球選手
- 7月25日 - ムバラク・ワカソ、サッカー選手
- 7月26日 - ウェベルトン・コヘイヤ・ドス・サントス、サッカー選手
- 7月26日 - パヌサンタ・クレンティラン、サッカー選手
- 7月26日 - フィービー・ディ・トマソ、フィギュアスケート選手
- 7月27日 - ダニエル・アキーノ・ピントス、サッカー選手
- 7月28日 - 酒井波湖、女優
- 7月29日 - オレグ・シャトフ、サッカー選手
- 7月29日 - シン・セギョン、女優
- 7月30日 - コリー・エヴァンス、サッカー選手
- 7月30日 - ブライアン・ウォルターズ、ファッションモデル
- 7月30日 - ミゲル・アンヘル・ルケ、サッカー選手
- 7月31日 - ディエゴ・ファッブリーニ、サッカー選手
- 7月31日 - 長谷川智広、漫画家

### 8月
- 8月1日 - ケニス・バルガス、メジャーリーガー
- 8月2日 - アリ・デミルボア、フィギュアスケート選手
- 8月3日 - カーター・キャップス、メジャーリーガー
- 8月5日 - ニック・マルティネス、メジャーリーガー
- 8月5日 - ロレッタ・アムイ、フィギュアスケート選手
- 8月6日 - エーレ・ハシュタ、フィギュアスケート選手
- 8月6日 - 二階堂高嗣、アイドル、タレント (Kis-My-Ft2)
- 8月6日 - ロレンツァ・アレッサンドリーニ、フィギュアスケート選手
- 8月7日 - ジェシカ・クルザフスキー、フィギュアスケート選手
- 8月8日 - アベル・エルナンデス、サッカー選手
- 8月10日 - アンソニー・ゴース、野球選手
- 8月10日 - タツヤ・レイシー、タレント
- 8月10日 - ルーカス・ティル、俳優
- 8月10日 - ロレンソ・メルガレホ、サッカー選手
- 8月12日 - マリオ・バロテッリ、サッカー選手
- 8月13日 - デマーカス・カズンズ、バスケットボール選手
- 8月14日 - ナズ・アイデミル、バレーボール選手
- 8月15日 - ジェニファー・ローレンス、女優
- 8月15日 - 花村想太、歌手、ダンサー(Da-iCE)
- 8月16日 - クリスティーナ・ハマー、女子プロボクサー
- 8月16日 - トルガイ・アルスラン、サッカー選手
- 8月17日 - ホセ・ルイス・ゴメス、サッカー選手
- 8月17日 - レイチェル・ハード＝ウッド、女優
- 8月18日 - デスピナ・ソロム、シンクロナイズドスイミング選手
- 8月20日 - マリッサ・キャステリ、フィギュアスケート選手
- 8月20日 - 森崎ウィン
- 8月20日 - ラノミ・クロモウィジョジョ、競泳選手
- 8月21日 - 東城日沙子、声優
- 8月22日 - アラン・ブセニッツ、メジャーリーガー
- 8月22日 - ドリュー・ハッチソン、プロ野球選手
- 8月23日 - レイモンド・マンコ、サッカー選手
- 8月24日 - エリザベス・デビッキ、女優
- 8月24日 - ファグネル・ヒベイロ・ダ・コスタ、サッカー選手
- 8月26日 - イリーナ＝カメリア・ベグ、テニスプレーヤー
- 8月26日 - マテオ・ムサッチオ、サッカー選手
- 8月27日 - テイラー・ミッチェル、フォークシンガー（+ 2009年）
- 8月27日 - トリ・ボウイ、陸上競技選手
- 8月27日 - ファビオ・ヘンリケ・ペナ、サッカー選手
- 8月27日 - ルーク・デ・ヨング、サッカー選手
- 8月28日 - ボージャン・クルキッチ、サッカー選手
- 8月29日 - ジュリア・ウラソフ、フィギュアスケート選手
- 8月31日 - 矢本悠馬、俳優

### 9月
- 9月1日 - イブラヒマ・バルデ、サッカー選手
- 9月2日 - シャルリーヌ・ファンスニック、柔道選手
- 9月3日 - 水沢アリー、タレント
- 9月4日 - オルガ・ハルラン、フェンシング選手
- 9月4日 - ステファニア・フェルナンデス、ファッションモデル
- 9月5日 - 金妍兒、フィギュアスケート選手
- 9月5日 - フランコ・スクリーニ、サッカー選手
- 9月6日 - ジョン・ウォール、バスケットボール選手
- 9月6日 - マクシミリアン・バイスター、サッカー選手
- 9月6日 - 李芷菁、フィギュアスケート選手
- 9月7日 - ターニャ・コルベ、フィギュアスケート選手
- 9月7日 - ヒョードル・クリモフ、フィギュアスケート選手
- 9月8日 - ザック・コリアー、野球選手
- 9月14日 - サンティアゴ・ダミアン・ガルシア、サッカー選手
- 9月14日 - スタニスラフ・サモーヒン、フィギュアスケート選手
- 9月14日 - デビッド・キャンディラス、野球選手
- 9月14日 - ドウグラス・コスタ・デ・ソウザ、サッカー選手
- 9月15日 - マット・シヴリー、俳優
- 9月16日 - アンドリュー・ウエルタス、フィギュアスケート選手
- 9月16日 - ゲリット・コール、メジャーリーガー
- 9月17日 - ケンドラ・モイル、フィギュアスケート選手
- 9月17日 - ダイアン・シュミット、フィギュアスケート選手
- 9月17日 - マーカス・セミエン、メジャーリーガー
- 9月18日 - ケリー・デューガン、プロ野球選手
- 9月18日 - 東城りお、プロ雀士
- 9月18日 - マルコ・ペレス、サッカー選手
- 9月18日 - ルイス・ホルトビー、サッカー選手
- 9月18日 - 山田裕貴、俳優
- 9月19日 - エフゲニー・ノビコフ、ラリードライバー
- 9月20日 - ケン・ジャイルズ、メジャーリーガー
- 9月21日 - アル・ファルーク・アミヌ、バスケットボール選手
- 9月21日 - アリソン・スカグリオッティ、女優
- 9月22日 - ジェレミー・アーヴァイン、俳優
- 9月22日 - マーヴィン・トラン、フィギュアスケート選手
- 9月23日 - ローラン・アルヴァレス、フィギュアスケート選手
- 9月25日 - 浅田真央、フィギュアスケート選手
- 9月25日 - 濵田尚里、柔道家
- 9月26日 - マイケル・マシューズ、自転車競技選手
- 9月27日 - アンドレ・フェリペ・リベイロ・デ・ソウザ、サッカー選手
- 9月27日 - ジャメイン・コットン、メジャーリーガー
- 9月27日 - フレデリック・ビュロ、サッカー選手
- 9月27日 - ホセ・カンテ、サッカー選手
- 9月28日 - キルステン・プラウト、女優、歌手
- 9月28日 - スレイド・ヒースコット、メジャーリーガー
- 9月30日 - アルシノ・ゴメス・ダ・シウヴァ、カヌー競技選手
- 9月30日 - ドミニク・エガーター、レーサー

### 10月
- 10月2日 - サマンサ・バークス、歌手
- 10月2日 - ベッキー・ベレスウィル、フィギュアスケート選手
- 10月3日 - ハンナ・ハツコ、陸上競技選手
- 10月4日 - キャメロン・ヒムズ、フィギュアスケート選手
- 10月8日 - エセキエル・ムニョス、サッカー選手
- 10月8日 - ブライアン・リンセン、サッカー選手
- 10月9日 - アイザック・モンロイ、マイナーリーガー
- 10月9日 - ケヴィン・カンプル、サッカー選手
- 10月11日 - ベフゾド・アブドゥライモフ、ピアニスト
- 10月12日 - ヘンリ・ランスベリー、サッカー選手
- 10月12日 - 堀口恭司、総合格闘家
- 10月14日 - アンドレイ・レンドラ、サッカー選手
- 10月15日 - フェデリコ・デルボニス、テニス選手
- 10月16日 - 佐藤亜美菜、声優
- 10月16日 - ヨハンナ・グズルン・ヨンスドッティル、歌手
- 10月17日 - パトリック・ランビー、ラグビー選手
- 10月18日 - カーリー・シュローダー（英語版）、女優
- 10月18日 - ケイトリン・グッド、アイスダンス選手
- 10月18日 - ダニエル・オパレ、サッカー選手
- 10月18日 - レバン・ケニア、サッカー選手
- 10月19日 - 遠藤聖大、力士
- 10月19日 - カレン・オイ、フィギュアスケート選手
- 10月19日 - ジョーダン・ライルズ、メジャーリーガー
- 10月19日 - タイラー・マツェック、メジャーリーガー
- 10月19日 - ダビド・ポラコ、サッカー選手
- 10月20日 - クセニア・ドロニナ、フィギュアスケート選手
- 10月21日 - リッキー・ルビオ、バスケットボール選手
- 10月24日 - イルカイ・ギュンドアン、サッカー選手
- 10月24日 - ダニロ・ペトルッチ、オートバイレーサー
- 10月27日 - カルロス・ペレス、プロ野球選手
- 10月28日 - アブドルアズィーズ・ハーティム、サッカー選手
- 10月29日 - ヴァネッサ・クローン、フィギュアスケート選手
- 10月29日 - エリック・サーデ、歌手
- 10月29日 - エンダー・インシアーテ、メジャーリーガー
- 10月29日 - 陳冠宇、プロ野球選手

### 11月
- 11月2日 - イリエ・サンチェス・ファレス、サッカー選手
- 11月2日 - カルロス・ラブリン、サッカー選手
- 11月6日 - アンドレ・シュールレ、サッカー選手
- 11月7日 - 韓英恵、女優
- 11月7日 - ダニー・サンタナ、メジャーリーガー
- 11月7日 - ダビド・デ・ヘア、サッカー選手
- 11月7日 - 崔賢美、プロボクサー
- 11月8日 - ケイトリン・グッド、フィギュアスケート選手
- 11月9日 - エラッジ・バルデ、フィギュアスケート選手
- 11月9日 - ノサ・イギエボー、サッカー選手
- 11月10日 - エマニュエル・アチョ、アメリカンフットボール選手
- 11月10日 - クリスティーナ・フォーゲル、自転車競技選手
- 11月11日 - ジョルジニオ・ワイナルドゥム、サッカー選手
- 11月12日 - ジェームス・マッカーシー、サッカー選手
- 11月12日 - ニコラ・リゴーニ、サッカー選手
- 11月12日 - ハルメート・シン、サッカー選手
- 11月12日 - マーセル・オズナ、プロ野球選手
- 11月13日 - アローディス・ビスカイーノ、プロ野球選手
- 11月13日 - イェジ・ヤノヴィッツ、プロテニス選手
- 11月14日 - ヤズマニー・トマス、メジャーリーガー
- 11月15日 - アデバヨ、サッカー選手
- 11月15日 - ルカシュ・クルパレク、柔道選手
- 11月18日 - 金羅英、フィギュアスケート選手
- 11月21日 - エマヌエル・マユカ、サッカー選手
- 11月21日 - キリル・ハリャヴィン、フィギュアスケート選手
- 11月23日 - アリョーナ・レオノワ、フィギュアスケート選手
- 11月23日 - エンリケ・ブルゴス、メジャーリーガー
- 11月24日 - サラ・ハイランド、女優
- 11月26日 - エルメール・レイエス、プロ野球選手
- 11月26日 - 小野早稀、声優
- 11月26日 - ダニー・ウェルベック、サッカー選手
- 11月26日 - マリア・モンコ、フィギュアスケート選手
- 11月28日 - ストューカス・美香子、モデル
- 11月28日 - 長田美雪、声優
- 11月28日 - ブラッドリー・スミス、レーサー
- 11月29日 - 金恩貞、カーリング選手
- 11月30日 - アントワーヌ・ヌゴッサン、サッカー選手
- 11月30日 - マグヌス・カールセン、チェスプレイヤー

### 12月
- 12月1日 - シャネル・イマン、ファッションモデル
- 12月1日 - トゥローツィ・ドーラ、アイスダンス選手
- 12月2日 - エマニュエル・アギェマン＝バドゥ、タレント
- 12月2日 - ガストン・ラミレス、サッカー選手
- 12月2日 - 八乙女光、アイドル、俳優 (Hey! Say! JUMP)
- 12月4日 - ヴァレリア・シマコワ、フィギュアスケート選手
- 12月4日 - ルクマン・ハルナ、サッカー選手
- 12月6日 - タミラ・パシェク、テニスプレーヤー
- 12月7日 - アレクサンドル・メンコフ、陸上競技選手
- 12月7日 - ウルシュラ・ラドワンスカ、テニスプレーヤー
- 12月7日 - ダビド・ゴファン、テニス選手
- 12月7日 - ヤシエル・プイグ、メジャーリーガー
- 12月8日 - 戸田めぐみ、声優
- 12月9日 - エブソン・パトリシオ・ヴァスコンセロス・ド・ナシメント、プロサッカー選手
- 12月9日 - クレイグ・イーストモンド、サッカー選手
- 12月9日 - ステイシー・パーフェッティ、フィギュアスケート選手
- 12月10日 - アレックス・ランバート、シンガーソングライター
- 12月10日 - ポンタス・ティデマンド、ラリードライバー
- 12月12日 - ビクター・モーゼス、サッカー選手
- 12月12日 - V.I、元歌手（元BIGBANG）
- 12月13日 - アントン・ヒーセン、サッカー選手
- 12月13日 - レア・リン・ガブリエラ・フォルトゥニ、女子サッカー選手
- 12月14日 - 菊地真衣、茨城放送アナウンサー
- 12月15日 - トレバー・ヒルデンバーガー、メジャーリーガー
- 12月16日 - ウメダルイス、マジシャン
- 12月16日 - フランチェスカ・リオ、フィギュアスケート選手
- 12月18日 - 入江玲於奈、声優
- 12月18日 - メリンダ・ワン、フィギュアスケート選手
- 12月20日 - ジョジョ、シンガーソングライター
- 12月20日 - 高橋未奈美、声優
- 12月21日 - ケンドール・グレーブマン、メジャーリーガー
- 12月22日 - 安済知佳、声優
- 12月22日 - ジャン＝バティスト・モニエ (Jean-Baptiste Maunier)、歌手、俳優
- 12月22日 - ジョセフ・ニューガーデン、レーシングドライバー
- 12月22日 - ブランドン・ムロズ、フィギュアスケート選手
- 12月23日 - アンナ・マリア・ペレス・デ・タグレ、女優
- 12月23日 - ミッチ・ハニガー、メジャーリーガー
- 12月24日 - 鈴木里彩、声優
- 12月26日 - アーロン・ラムジー、サッカー選手
- 12月26日 - 富山貴光、サッカー選手
- 12月27日 - タイラー・ダフィー、メジャーリーガー
- 12月27日 - ミロシュ・ラオニッチ、テニスプレーヤー
- 12月28日 - アエレ・アブシェロ、陸上選手
- 12月28日 - デヴィッド・アーチュレッタ、シンガソンガーライター
- 12月28日 - マルコス・アロンソ・メンドーサ、サッカー選手
- 12月29日 - イザベッラ・カヌーシオ、アイスダンス選手
- 12月31日 - パトリック・チャン、フィギュアスケート選手

### 人物以外
- 3月10日 - ビワハヤヒデ、競走馬（+ 2021年）
- 3月21日 - ウイニングチケット、競走馬

## ノーベル賞
- 物理学賞 - ジェローム・アイザック・フリードマン（アメリカ）、ヘンリー・ケンドール（アメリカ）、リチャード・E・テイラー（カナダ）
- 化学賞 - イライアス・コーリー（アメリカ）
- 生理学・医学賞 - ヨセフ・マレー（アメリカ）、エドワード・ドナル・トーマス（アメリカ）
- 文学賞 - オクタビオ・パス（メキシコ）
- 平和賞 - ミハエル・セルゲイビッチ・ゴルバチョフ（ソビエト連邦）
- 経済学賞 - ハリー・マーコウィッツ（アメリカ）、マートン・ミラー（アメリカ）、ウィリアム・シャープ（アメリカ）